# Grupo Tingo
Grupo Tingo, Inc. (anteriormente Tingo Inc ) es un conglomerado fintech y agro-fintech que cotiza en bolsa con operaciones en África, el Sudeste Asiático y Medio Oriente .  

## Historia
Tingo Group, Inc, anteriormente Tingo Inc, fue fundado en 2002 por Dozy Mmobuosi . Cotiza como una empresa pública en NASDAQ con el símbolo TIO.   En 2001, Dozy Mmobuosi lanzó Tingo Mobile, una empresa Agri-Fintech que brinda soluciones financieras para usuarios del sector agrícola .   En octubre de 2018, Tingo International anunció que había cerrado su planta de fabricación en Nigeria y se había trasladado a China .  A principios de 2020, la empresa presentó a Reno Omokri como su embajador de marca.  En 2022, MICT, un grupo global Fintech y Agri-Fintech, adquirió el 100% de Tingo Mobile Limited y Tingo Foods PLC.  Posteriormente, el 27 de febrero de 2023, la empresa cambió su nombre a Tingo Group, Inc.   
En noviembre de 2022, la empresa fue anunciada como patrocinadora oficial de la Liga de fútbol profesional de Nigeria, donde patrocinó la Copa de la Federación de Nigeria con un premio en efectivo de 100 millones de naira para el ganador.   El 18 de septiembre de 2023, Tingo Group nombró codirectores ejecutivos interinos a Dozy Mmobuosi y Kenneth Denos. 

## Subsidiarias

### Tingo Móvil
Tingo Mobile es una empresa Agri-Fintech que proporciona un servicio de plataforma mediante el uso de teléfonos inteligentes para potenciar un mercado que permita a los suscriptores/agricultores dentro y fuera del sector agrícola gestionar sus actividades comerciales de cultivo y venta de su producción a los participantes del mercado tanto a nivel nacional. e internacionalmente. 

### Alimentos Tingo
Tingo Food es una subsidiaria de propiedad total de Tingo Group. Ofrece servicios de producción y procesamiento de alimentos que operan en Lagos, Nigeria, y fue fundada por Dozy Mmobuosi y con Neha Mehta como directora ejecutiva. 

### Tingo DMCC
Tingo DMCC opera una plataforma de comercio de productos básicos y un negocio de exportación de productos básicos, conectando a agricultores y compradores de todo el mundo para facilitar el comercio justo y el acceso al mercado. 
En asociación con Visa, TingoPay Super-App ofrece servicios de pago, billetera electrónica y una gama de servicios a sus clientes, así como servicios comerciales a empresas de diversos sectores. 